# Bahnstrecke Nico Pérez–Melo
| Brücke über die Arroyo Fraile Muerto |                      |                                    |                                    |
| Streckenlänge: | 191 km               |                                    |                                    |
| Spurweite: | 1435 mm (Normalspur) |                                    |                                    |
| |                      |                                    |                                    |
| \| \| \| von Toledo \| \| \| \| 230,3 \| Nico Pérez \| Nico Pérez \| \| \| \| nach Rio Branco \| \| \| \| 258,3 \| Valentines \| Valentines \| \| \| \| Ruta 7 \| \| \| \| 279,7 \| Cerro Chato \| Cerro Chato \| \| \| \| Ruta 7 \| \| \| \| 315,1 \| Aparicio Saravia \| Aparicio Saravia \| \| \| 334,2 \| Tupambaé \| Tupambaé \| \| \| \| Ruta 7 \| \| \| \| \| \| \| \| \| \| \| \| \| \| \| \| \| \| \| \| Ruta 7 \| \| \| \| 366,0 \| Cerro de las Cuentas \| Cerro de las Cuentas \| \| \| \| Arroyo Fraile Muerto \| \| \| \| \| Fraile Muerto \| \| \| \| \| \| \| \| \| \| Bañado de Medina \| \| \| \| \| rechter Quellfluss des Río Tacuarí \| \| \| \| \| Ruta 26 und Ruta 7 \| \| \| \| \| Arroyo Conventos \| \| \| \| 421,0 \| Melo \| Melo \| |                      |                                    |                                    |
| Strecke |                      | von Toledo                         | von Toledo                         |
| Dienststation / Betriebs- oder Güterbahnhof | 230,3                | Nico Pérez                         | Nico Pérez                         |
| Abzweig ehemals geradeaus und nach rechts |                      | nach Rio Branco                    | nach Rio Branco                    |
| Bahnhof (Strecke außer Betrieb) | 258,3                | Valentines                         | Valentines                         |
| Bahnübergang (Strecke außer Betrieb) |                      | Ruta 7                             | Ruta 7                             |
| Bahnhof (Strecke außer Betrieb) | 279,7                | Cerro Chato                        | Cerro Chato                        |
| Strecke mit Straßenbrücke (Strecke außer Betrieb) |                      | Ruta 7                             | Ruta 7                             |
| Bahnhof (Strecke außer Betrieb) | 315,1                | Aparicio Saravia                   | Aparicio Saravia                   |
| Bahnhof (Strecke außer Betrieb) | 334,2                | Tupambaé                           | Tupambaé                           |
| Strecke mit Straßenbrücke (Strecke außer Betrieb) |                      | Ruta 7                             | Ruta 7                             |
| Brücke über Wasserlauf (Strecke außer Betrieb) |                      |                                    |                                    |
| Brücke über Wasserlauf (Strecke außer Betrieb) |                      |                                    |                                    |
| Brücke über Wasserlauf (Strecke außer Betrieb) |                      |                                    |                                    |
| Strecke mit Straßenbrücke (Strecke außer Betrieb) |                      | Ruta 7                             | Ruta 7                             |
| Bahnhof (Strecke außer Betrieb) | 366,0                | Cerro de las Cuentas               | Cerro de las Cuentas               |
| Brücke über Wasserlauf (Strecke außer Betrieb) |                      | Arroyo Fraile Muerto               | Arroyo Fraile Muerto               |
| Bahnhof (Strecke außer Betrieb) |                      | Fraile Muerto                      | Fraile Muerto                      |
| Brücke über Wasserlauf (Strecke außer Betrieb) |                      |                                    |                                    |
| Bahnhof (Strecke außer Betrieb) |                      | Bañado de Medina                   | Bañado de Medina                   |
| Brücke über Wasserlauf (Strecke außer Betrieb) |                      | rechter Quellfluss des Río Tacuarí | rechter Quellfluss des Río Tacuarí |
| Bahnübergang (Strecke außer Betrieb) |                      | Ruta 26 und Ruta 7                 | Ruta 26 und Ruta 7                 |
| Brücke über Wasserlauf (Strecke außer Betrieb) |                      | Arroyo Conventos                   | Arroyo Conventos                   |
| Kopfbahnhof Streckenende (Strecke außer Betrieb) | 421,0                | Melo                               | Melo                               |

Die Bahnstrecke Nico Pérez–Melo ist eine inaktive Bahnstrecke in Uruguay. Sie wird auch Línea Melo genannt.
Da die Kilometrierung sich auf die Hauptstadt Montevideo bezieht, beginnt die Strecke bei km 230,293 in Nico Pérez an der Bahnstrecke Toledo–Rio Branco und endet bei km 421,041 in Melo. Sie verläuft überwiegend parallel zur Straße Ruta 7.
Die Strecke wurde in den 1900er Jahren durch die Central Uruguay Railway gebaut. Der Verkehr endete in den 1980er Jahren.